# Gao Min
Gao Min (高敏S, Gāo MǐnP; 7 settembre 1970) è un'ex tuffatrice e allenatrice di tuffi cinese.

## Carriera
Ha vinto due medaglie olimpiche nei tuffi, entrambe d'oro. In particolare ha conquistato la medaglia d'oro ai Giochi olimpici di Seul 1988 nella specialità trampolino 3 metri femminile e la medaglia d'oro alle Olimpiadi Barcellona 1992, anche in questo caso nel trampolino 3 metri femminile.
Nelle sue partecipazioni ai campionati mondiali di nuoto ha ottenuto tre medaglie d'oro: una nel 1986 nella categoria trampolino 3 metri e due nel 1991, nelle categoria trampolino 1 metro e trampolino 3 metri.
Inoltre ha vinto, in diverse specialità, tre medaglie d'oro ai Giochi asiatici, tutte nel 1990.
È anche detentrice di tre medaglie d'oro alla Coppa del Mondo di tuffi, una vinta nel 1987 e due nel 1989, e di due medaglie d'oro ai Goodwill Games, entrambe conquistate nel 1990.
Dopo il ritiro dall'attività agonistica è divenuta allenatrice di tuffi. Nel 1998 è stata inclusa nell'International Swimming Hall of Fame.